# Wladimir Wassiljewitsch Arschinow

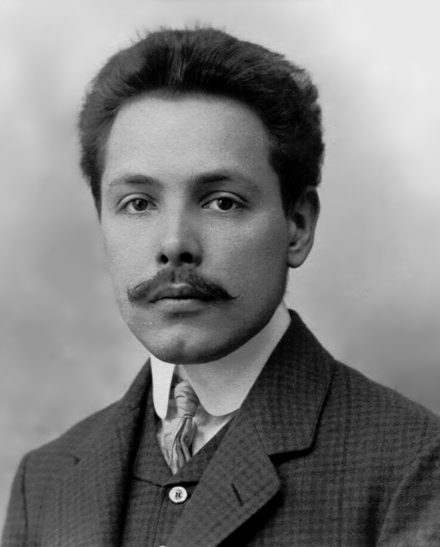
Wladimir Wassiljewitsch Arschinow (1910)

Wladimir Wassiljewitsch Arschinow (russisch Владимир Васильевич Аршинов; * 2. Julijul. / 14. Juli 1879greg. in Moskau; † 7. August 1955 ebenda) war ein russisch-sowjetischer Mineraloge und Hochschullehrer.

## Leben
Arschinow, Sohn des Kaufmanns und Mäzens Wassili Arschinow, hatte zwei jüngere Brüder und besuchte das Petropawlowskoje-Jungengymnasium in Moskau.
Arschinow studierte an der Kaiserlichen Universität Moskau (MGU) in der Natur-Abteilung der Physikalisch-Mathematischen Fakultät mit Abschluss 1903. Er blieb am Lehrstuhl für Mineralogie unter der Leitung Wladimir Wernadskis, um sich auf eine Professur vorzubereiten. Er wurde an die Universität Heidelberg abkommandiert und lernte bei Karl Heinrich Rosenbusch die besonderen Methoden des Mikroskopierens.
Nach Fjodor Schechtels Projekt wurde 1905 in Moskau das von Arschinows Vater gestiftete Forschungsinstitut errichtet, auf dessen Dach eine Sternwarte mit einem 4,5-Zoll-Zeiss-Teleskop aufgebaut wurde. Im Institut wurde für Arschinow ein mineralogisches Laboratorium eingerichtet, das 1910 das von Arschinow geleitete und von ihm Lithogaea genannte Petrographische Institut wurde. Gleichzeitig arbeitete Arschinow an der MGU als Assistent Wernadskis und führte Kristalloptik-Übungen durch. In der Datsche der Arschinows in Zarizyno wurde 1913 das Mikroskopie-Sommerlaboratorium Lithogaea eingerichtet. 1916 wurde Sergei Obrutschew Adjunkt-Geologe am Lithogaea-Institut und dann Mitglied der Institutsgeschäftsführung.
Als das Institut nach der Oktoberrevolution 1918 verstaatlicht wurde, leitete Arschinow das Institut weiter bis 1923. Das Institut wurde nun das Institut für Angewandte Mineralogie unter der Leitung Nikolai Fjodorowskis (ab 1925) und 1935 das Alrussische Institut für Mineralogische Rohstoffe. Arschinow blieb dort als Vizedirektor und Leiter des petrographischen Laboratoriums.
Arschinow schuf die Grundlagen für die Industrie der nichtmetallischen Bodenschätze, insbesondere Talk und Asbest. Systematisch organisierte er wissenschaftliche Arbeiten zur Petrographie und Kristalloptik. Er hielt die Petrographie-Vorlesung am Lehrstuhl für Petrographie und Erz-Lagerstätten der Moskauer Bergakademie. 1927–1934 beteiligte er sich an der von Ludwig Martens herausgegebenen Technischen Enzyklopädie und verfasste Artikel zur Geologie. Er meldete 35 Erfindungen an, darunter eine Lichtsignalampel, eine Signallaterne für die Flussschifffahrt und eine blendfreie Brille für Piloten auf der Basis von Polaroid-Filtern. 1936 wurde er zum Doktor der geologisch-mineralogischen Wissenschaften promoviert. 1945 folgte die Ernennung zum Professor.
Während des Großen Terrors war Arschinow im November 1938 verhaftet worden. Nach 8 Monaten Untersuchungshaft und Erblindung auf einem Auge war er freigesprochen und am 16. Juli 1939 aus der Haft entlassen worden.
Arschinow starb am 7. August 1955 in Moskau und wurde auf dem Danilow-Friedhof begraben.
Ein Gedenkstein im Arschinow-Park in Zarizyno erinnert seit 2016 an Arschinow und seinen Vater. 2020 wurde dort eine Straße nach Arschinow benannt.

## Ehrungen, Preise
- Orden des Roten Banners der Arbeit (1944)[1]
- Leninorden (1948)[1]
- Verdienter Wissenschaftler der RSFSR (1951)[3]